# Neophoneus amandus
Neophoneus amandus är en tvåvingeart som först beskrevs av Walker 1849.  Neophoneus amandus ingår i släktet Neophoneus och familjen rovflugor. Inga underarter finns listade i Catalogue of Life.